# إدوين أوكون
إدوين أوكون (بالإنجليزية: Edwin Okon)‏ هو مدرب كرة قدم نيجيري، ولد في 19 أكتوبر 1970 في ولاية كروس ريفر في نيجيريا.

## روابط خارجية
- إدوين أوكون على موقع الاتحاد الدولي (مؤرشف)  (الإنجليزية)